# Praunheimer Brücke
Die Praunheimer Brücke überquert den Fluss Nidda im Frankfurter Stadtteil Praunheim. Südlich schließt die Praunheimer Landstraße an, im Norden die Straße Alt-Praunheim.

## Geschichte der Brücke

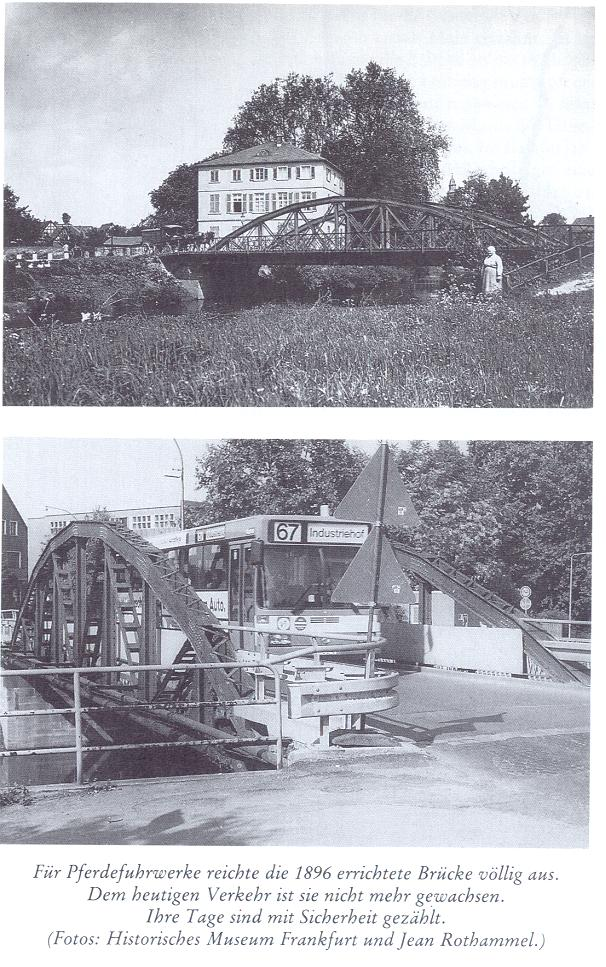
Oben Brücke um 1900; unten ca. 1985

Die erste Erwähnung der Brücke datiert auf das Jahr 1556. Man nimmt an, dass sie zu dieser Zeit häufiger durch Hochwasser zerstört oder beschädigt wurde. Eine nachgewiesene Zerstörung erfolgte im Jahr 1602, da man zur Reparatur Holz von der Hohen Mark holte. Im Dreißigjährigen Krieg wurde die Brücke mehrmals beschädigt und ab 1637 wurden Umlagen für einen weiteren Umbau der Brücke gesammelt. Dieser wurde 1642 fertiggestellt.
Für 1827 ist belegt, dass in diesem Jahr die Brücke erweitert und die Chaussee nach Hausen angelegt wurde. Die Brücke wurde damit Teil der Kreisstraße von Frankfurt am Main über Bockenheim, Hausen, Praunheim und Niederursel nach Oberursel.
Am 30. August 1892 wurde die Praunheimer Brücke durch eine 17,5 Tonnen schwere Dampfwalze zum Einsturz gebracht. Im Jahre 1969 wurde die Bogenbrücke überholt, war jedoch schon zum damaligen Zeitpunkt nicht mehr dem Verkehr gewachsen. Etwa 1985 wurde eine separate Fußgängerbrücke neben der Brücke errichtet. Mit dem Neubau der heutigen Brücke im Jahre 1988 wurde die demontierbare Fußgängerbrücke nach Hausen (Hausener Obergasse / Hausener Weg) verlegt.
Unmittelbar auf der Südostseite der Praunheimer Brücke befindet sich ein Kiosk sowie ein großer Parkplatz für Besucher des Niddaparks.

## Öffentlicher Nahverkehr seit 1913
Die Praunheimer Brücke war schon immer ein wichtiger Verkehrsknotenpunkt. Die Linie 18 der Straßenbahn Frankfurt am Main fuhr seit 1913 (als Nachfolgerin des schon vor 1872 in Betrieb genommenen, privat betriebenen Pferdeomnibusses) vom Schönhof kommend bis zur Praunheimer Brücke. 1928 wurde die Brücke Endpunkt der neuen Busverbindung durch die Römerstadt, die Praunheim mit dem Haltepunkt der Frankfurter Lokalbahn (später der Linien U1, U2 und U3 der U-Bahn Frankfurt) im benachbarten Heddernheim verband. 1944 wurden auf der 2,7 km langen Strecke wegen des Benzinmangels Oberleitungsbusse eingesetzt, die – nach Betriebsunterbrechung – von 1948 bis 1959 auch wieder fuhren. Anschließend wurde die Strecke auf Dieselbusse umgestellt und wird bis heute bedient. Bis 1986 war die Praunheimer Brücke (auf der Hausener Seite) Endhaltestelle verschiedener Straßenbahnlinien (zuletzt wieder Linie 18). Gleichzeitig wurde der Endpunkt der Linie 67 nach Hausen bzw. zum Industriehof verlegt.
Nach Einrichtung der U-Bahn-Linie U7 wurde die zum Teil eingleisig verlaufende Straßenbahnlinie eingestellt und zwischen der jetzigen Endhaltestelle Hausen und der Praunheimer Brücke abgebaut.
Mit der Umstellung auf die Linien 72 und 73 sind die Endhaltestellen Industriehof sowie Rödelheim Bahnhof (72) bzw. Westbahnhof (73).
Die Nachtbuslinie n2 verkehrt hier in Richtung Konstablerwache über Hausen.

## Inschriften
| Inschrift des Steins | Inschrift der Messingplatte |
| --- | --- |

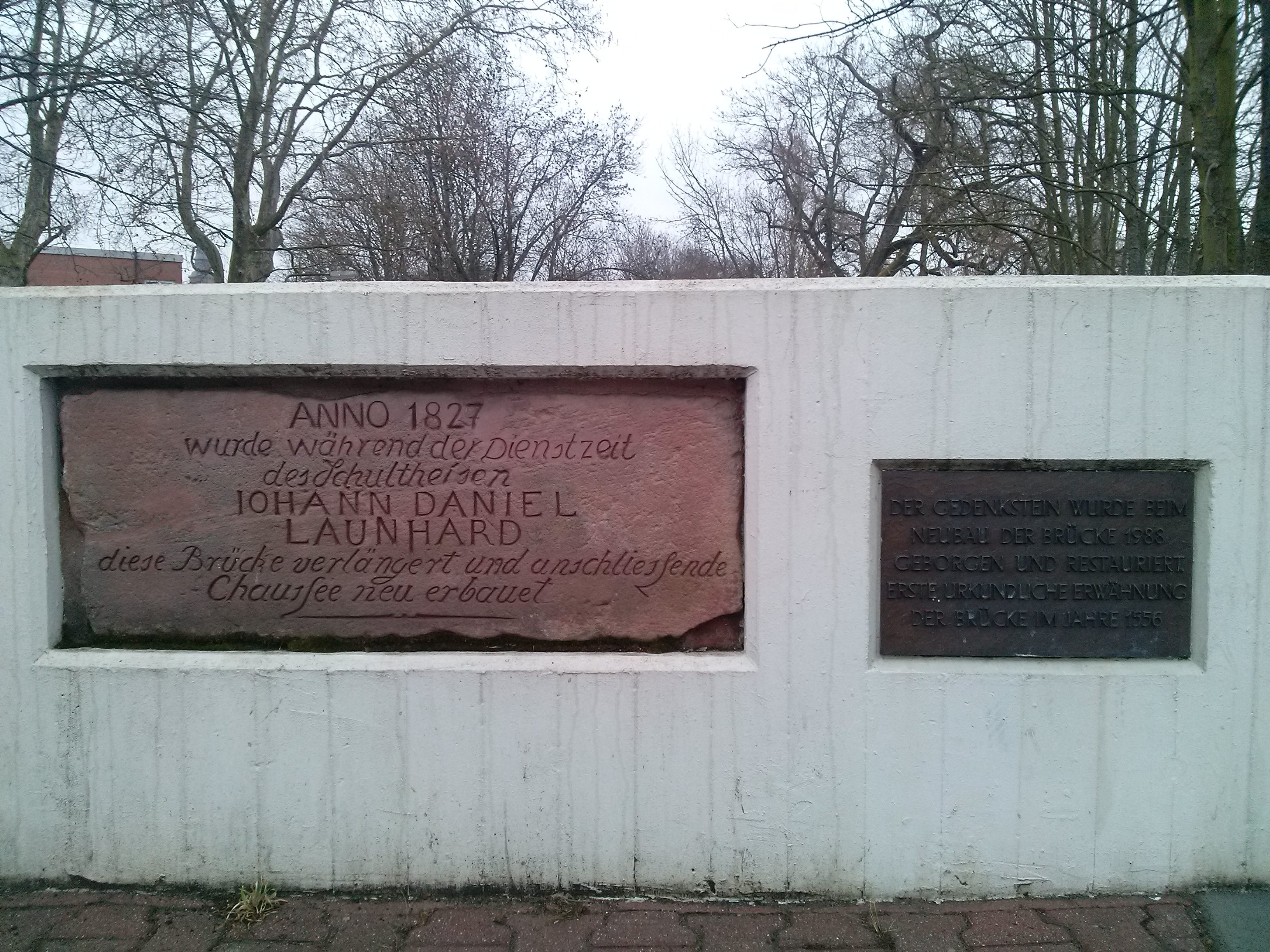
Grundsteine der Brücke aus den Jahren 1556, 1827 und 1988

| ANNO 1827 wurde während der Dienstzeit des Schultheisen IOHANN DANIEL LAUNHARD diese Brücke verlängert und anschliessende Chaussee neu erbaut | Der Gedenkstein wurde beim Neubau der Brücke 1988 geborgen und restauriert. Erste urkundliche Erwähnung der Brücke im Jahre 1556 |